# Festival Chouftouhonna
El Festival Chouftouhonna (en árabe: مهرجان شفتهن, literalmente, las viste) es un festival multidisciplinar dedicado a mujeres artistas organizado en Túnez anualmente por la asociación feminista Chouf.

## Festival feminista
El festival Chouftouhonna y la asociación Chouf (o Chouf-Minorías) tienen como objetivo actuar sobre los derechos individuales, corporales y sexuales de las mujeres. La organización se creó en 2015 y se define como un colectivo de activistas audiovisuales que utilizan el arte para ofrecer a las mujeres tunecinas un espacio donde hablar. Desde 2015, la asociación organiza en Túnez el festival, invitando a personas que se identifican como mujeres para expresarse a través de la creación artística y para cuestionar el concepto de género.

## Reunión multidisciplinar
El festival está diseñado para dar un espacio de expresión artística a mujeres y así reclamar sus derechos. Ofrece un programa multidisciplinar de artes gráficas, visuales, fotografía, cine, baile, teatro, música, performances y lectura. Chouftouhonna se ha convertido en una plataforma artística y un sitio de intercambio y reuniones para mujeres artistas.